# Championnat de Belgique masculin de handball 1966-1967
Navigation
1965-1966 1967-1968
La saison 1966-1967 du Championnat de Belgique masculin de handball est la 9e édition de la plus haute division belge de handball. 

## Participants
| - ROC Flémalle - Unif - KV Sasja HC - Elita Lebbeke - TSV Eupen - CH Schaerbeek Brussels |  | - Progrès HC Seraing - Sunday’s - KAV Dendermonde - EV Aalst - JS Herstal - HV Uilenspiegel Wilrijk |

### Classement
|    | Équipe                     | Pts | J  | G  | N | P  | Bp  | Bc  | Diff |
| -- | -------------------------- | --- | -- | -- | - | -- | --- | --- | ---- |
| 1  | Progrès HC Seraing         | 39  | 22 | 19 | 1 | 2  | 360 | 201 | 159  |
| 2  | KV Sasja HC                | 35  | 22 | 16 | 3 | 3  | 363 | 229 | 134  |
| 3  | ROC Flémalle               | 34  | 22 | 16 | 2 | 4  | 274 | 215 | 59   |
| 4  | Sunday’s                   | 27  | 22 | 12 | 1 | 7  | 294 | 267 | 27   |
| 5  | JS Herstal                 | 22  | 22 | 10 | 2 | 10 | 249 | 241 | 8    |
| 6  | TSV Eupen                  | 21  | 22 | 10 | 1 | 11 | 246 | 280 | -34  |
| 7  | CH Schaerbeek Brussels (T) | 20  | 22 | 8  | 4 | 10 | 235 | 281 | -46  |
| 8  | EV Aalst                   | 16  | 22 | 7  | 2 | 13 | 229 | 263 | -34  |
| 9  | Université de Liège        | 15  | 22 | 7  | 1 | 14 | 345 | 384 | -39  |
| 10 | Elita Lebbeke              | 14  | 22 | 7  | 0 | 15 | 250 | 326 | -76  |
| 11 | KAV Dendermonde            | 12  | 22 | 5  | 2 | 15 | 238 | 294 | -56  |
| 12 | HV Uilenspiegel Wilrijk    | 9   | 22 | 4  | 1 | 17 | 185 | 294 | -109 |

|                 | Champion et qualifié pour la Coupe des clubs champions |
|                 | Relégation en division 2                               |
| (T)             | Tenant du titre                                        |
| en augmentation | Promu de 1966                                          |